# Espuri Carvili (tribú de la plebs)
Espuri Carvili (en llatí Spurius Carvilius) va ser un magistrat i polític romà del segle iii aC. Formava part de la gens Carvília, una gens romana d'origen plebeu.
Va ser elegit tribú de la plebs de l'antiga Roma l'any 212 aC juntament amb Luci Carvili, que podria ser el seu germà. Els dos tribuns van llençar una acusació contra Marc Postumi per haver defraudat l'estat fingint pèrdues en els subministraments de materials i gra que enviava a les tropes romanes durant la Segona Guerra Púnica.